# Desmodromický rozvod

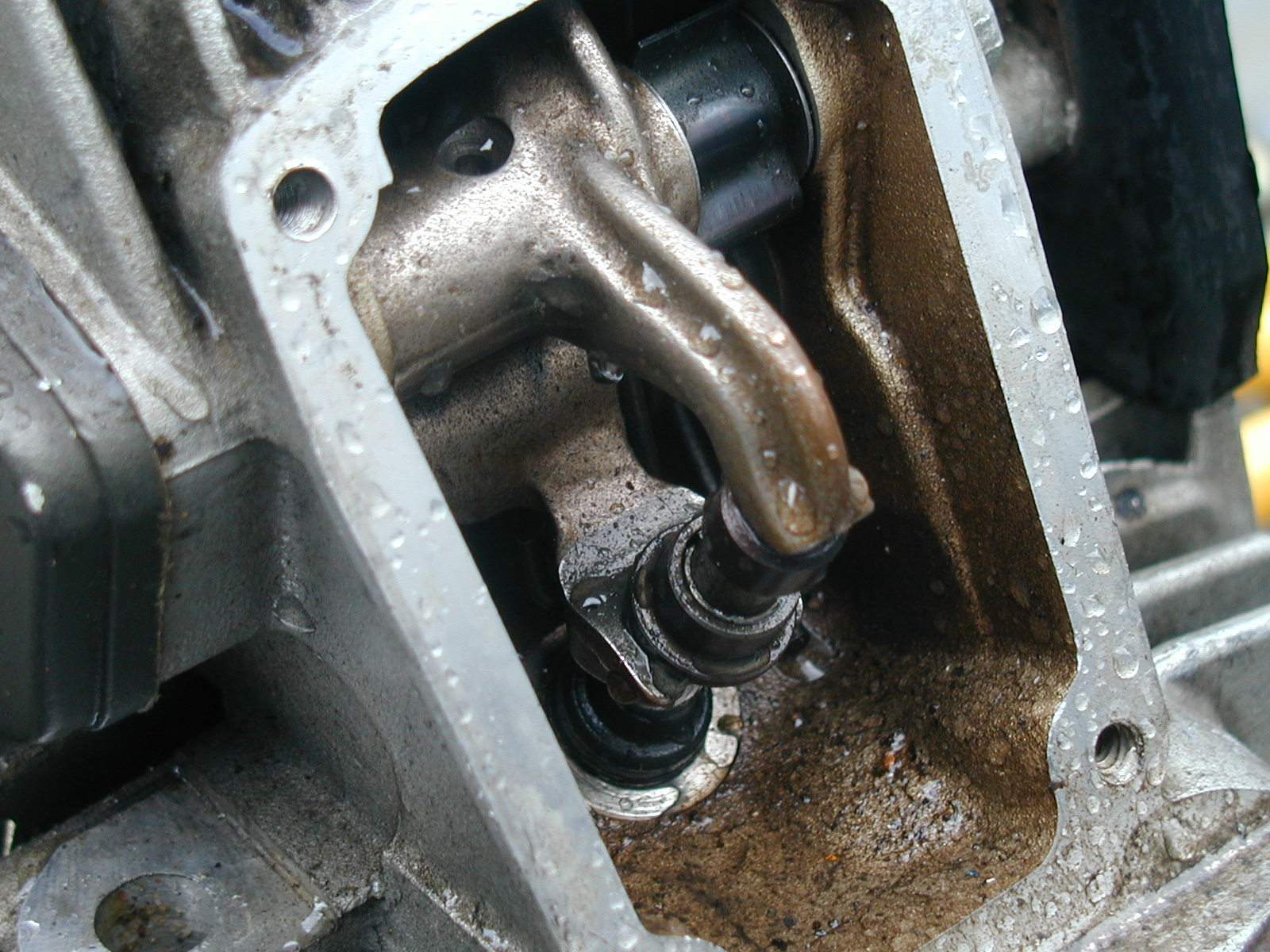
dvě zdvihátka, ovládaná dvěma vačkami, pohybující ventilem motoru Ducati

Desmodromický rozvod je jeden z rozvodů spalovacích motorů. U tohoto rozvodu je nejen otevření, ale i zavření ventilu  ovládáno vačkou. Vačka, která zavírá ventil, tak vykonává funkci, kterou v běžných motorech vykonává vratná pružina. Vyloučení pružiny má několikerý efekt:
- odpadá energie na stlačení pružiny (někdy byly použity i tři soustředné pružiny na jeden ventil)
- odpadají setrvačné síly pružiny, které způsobují zpožděné zavírání ventilu při vysokých otáčkách (tzv. odskakování ventilu)
- odpadá riziko selhání pružiny při vysokých otáčkách

Nevýhodou desmodromického rozvodu je nutnost precizního seřízení (pouze autorizovaný servis)

## Původ názvu

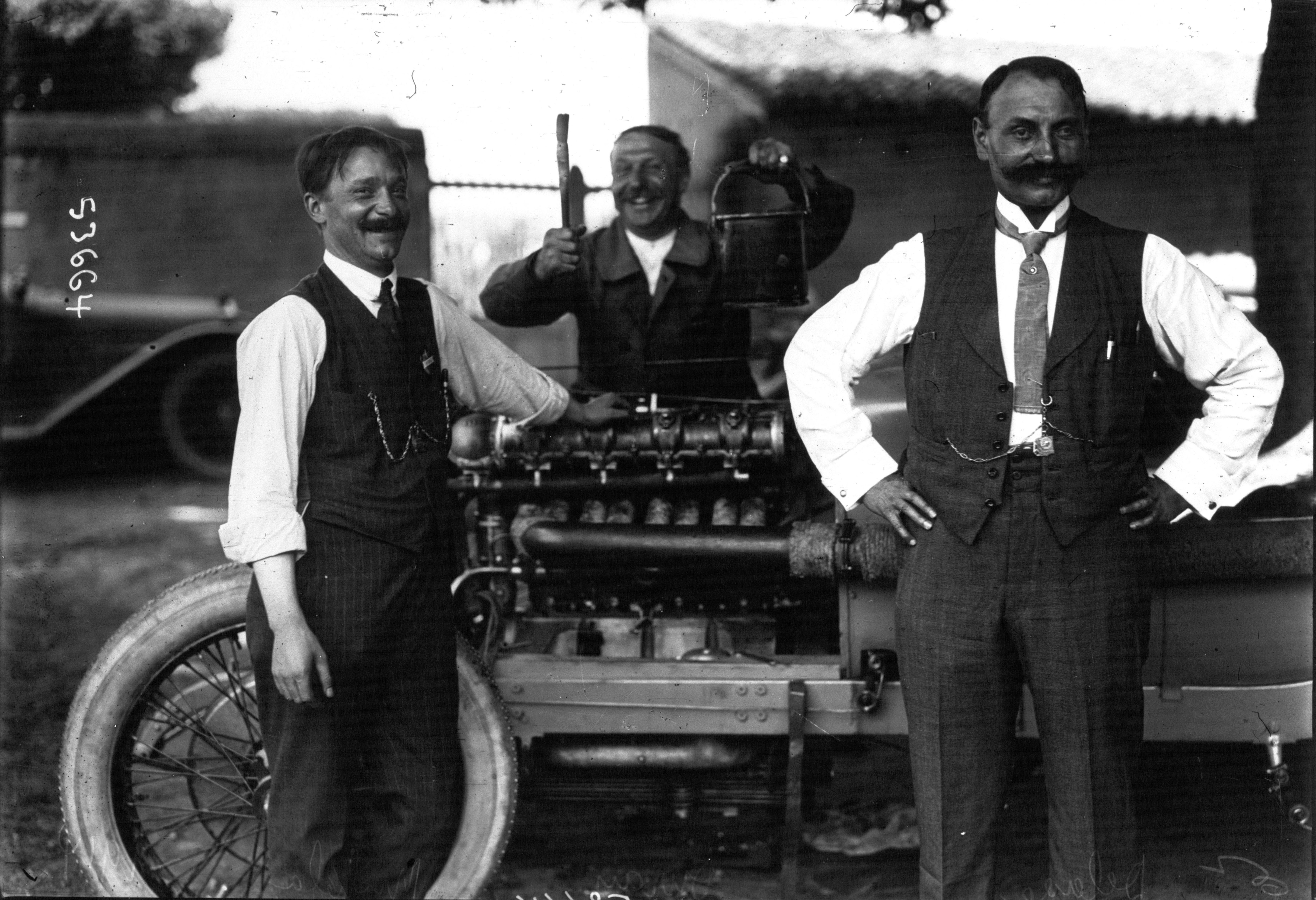
Delage z roku 1914

Slovo pochází z řeckých slov desmos ( δεσμός , přeloženo jako „svazek“ nebo „uzel“) a dromos ( δρόμος , „dráha“ nebo „cesta“). To označuje hlavní charakteristiku ventilů, které jsou nepřetržitě „vázány“ na vačkový hřídel.

## Stopy v archivech
- Lewis Hallock Nash, patent US658858A  ze dne 25.1.1897
- Gratien Elie Nicolas Michaux, patent FR474417A ze dne 26.11.1913 (motor SV)
- Ballot, patent FR602014A  z 17.11.1924
- James Lansdowne Norton (Norton motors Ltd), patent GB3120822A ze dne 15.11.1922
- John Alfred Prestwich (JAP), patent GB220088A z 15.5.1923
- Herbert Hopwood a Douglas Lionel Hele (Norton motors Ltd.), patent GB846133A  z 14.6.1957

## Objev a použití konstrukce

Neexistuje důkaz o prvenství Franka Hadfielda Arnotta z roku 1910, který přestavěl motor Triumph na nucené zavírání ventilu vačkou. Dle informace britského patentového úřadu byla přihláška podána, ale stažena před uveřejněním; původní dokumenty byly skartovány. K nápadu se vrátil úpravou motoru JAP 500 až v roce 1946, kdy se v Británii jely první závody závodních vozů o objemu 500 cm².
Autorství prvního desmodromického motoru bylo přisuzováno švýcarskému inženýru Ernestu Henrymu, ale o jeho prioritě byla spousta pochybností.  Konstruktér a popularizátor techniky Václav Král se ve Světě motorů kolem roku 1987 snažil záhadu objasnit. V cyklu „To už tu jednou bylo“ popsal Henryho čtyřválec o objemu 7,6 litrů s ventily s průměrem talíře 54 mm ! Těžké ventily (4 v každém válci) vyžadovaly robustní rozvodový mechanismus, který působil velkými silami na ventily při jejich otvírání. Vačky nevyvozovaly jen žádoucí (axiální) síly orientované v ose pohybu ventilu, nýbrž i radiální síly, které by extrémně opotřebovaly vodítka ventilu. Standardním řešením je mezi vačku a ventil vložit zdvihátko, které zachytí boční tlaky vačky a nebudou je přenášet na ventil. Henry umístil třmenové zdvihátko do samostatného tubusu nad ventily. Pružiny a část dříku ventilů sice nebyly chráněny krytem, umožňovalo to však jejich chlazení okolním vzduchem. Zdvihátko mělo tvar třmenu, který obklopoval vačku. Vačka svým výčnělkem pomáhala ventilovým pružinám ventil zavřít.
Od tohoto řešení je už jen krůček k nápadu svěřit zdvihátku funkci zavření ventilu zcela. Jenom dosedání ventilu zajišťovala menší pružina. Prvním motorem "desmo" se tak stal závodní Delage z roku 1914. Pro Louise Delâge ho zkonstruoval inženýr Arthur Michelat. 
Velmi úspěšně automobily s tímto rozvodem byly závodní vozy Mercedes-Benz W196 nebo Mercedes-Benz 300SLR, v současnosti je tento rozvod typický především pro motocykly značky Ducati. Otcem desmodromického rozvodu Ducati je italský konstruktér Fabio Taglioni. Ten zkonstruoval v roce 1960 dokonce desmodromický, vzduchem chlazený motor 1 500 cm3, který vyhovoval nově definovanému objemu F1. Bratři Maseratiové, kteří již dávno prodali firmu Maserati, založili firmu OSCA a uvažovali o tomto motoru do své vozu pro závody F1.
Desmodromický rozvod u Ducati dále rozvíjeli Massimo Bordi a Gianluigi Mengoli. 

## Česká stopa
Karel Horák z Holic přihlásil dne 8.2.1960 u Úřadu pro patenty a vynálezy svůj vynález "Desmodromický rozvod spalovacího motoru", který byl veden jako PATENTNÍ spis č. 105709.
Jaroslav Červinka z Kladna, konstruktér firmy ESO z Divišova přihlásil v roce 1962 u Úřadu pro patenty a vynálezy svůj vynález "Desmodromický rozvod", který byl veden jako PATENTOVÝ spis č. 113585.